# リータ・レーヴィ＝モンタルチーニ
リータ・レーヴィ＝モンタルチーニ（Rita Levi-Montalcini, 1909年4月22日 - 2012年12月30日）は、イタリアの神経学者。1986年に同僚のスタンリー・コーエンと共に、神経成長因子および上皮細胞成長因子の発見の功績でノーベル生理学・医学賞を受賞した。

## 来歴
イタリア・トリノのセファルディムの家庭に生まれる。「学歴は妻や母親となるのに邪魔になるだろう」と信じた父親の反対を押し切り1930年にトリノ大学に入学、組織学者ジュゼッペ・レーヴィ（it:Giuseppe Levi）のもとで医学を学び、1936年に卒業した。しかし、彼女の学術的な経歴は、学術的職業からユダヤ人を追放するという1938年のムッソリーニの人種政策によって遮られた。第二次世界大戦の間は、レーヴィとともにベルギーに移住。彼女は、自宅で実験をし、彼女の後の研究の多くの基礎を築いたひよこの胎児中の神経繊維の成長の研究を行った。
1947年、彼女はアメリカ、セントルイス・ワシントン大学動物学部の招待を受け入れ、ヴィクター・ハンブルガー（en:Victor Hamburger）教授の下で彼女の研究で最も重要な研究を行った。神経成長因子の分離である。1958年には正教授となり、1962年にはローマで調査チームを設立、それ以降はローマとセントルイスの二ヶ所を本拠に研究生活をおくった。
1961年から1969年までローマにあるCNR神経生物学研究所を、1969年から1971年まで細胞生物学研究所をそれぞれ指導した。
2012年12月30日、ローマ市内の自宅で死去。103歳没。存命しているノーベル賞受賞者の中で最高齢だった。また彼女は5万人未満という、イタリアのユダヤ人コミュニティから出た四人目のノーベル賞受賞者であった。前の三人は、エミリオ・セグレ、サルヴァドール・ルリア（大学の同僚であり、友人である）、フランコ・モディリアーニ。

## 著書
- 『美しき未完成　ノーベル賞女性科学者の回想』藤田恒夫ほか訳、「20世紀メモリアル」平凡社、1990年

## 栄誉・受賞
- 1981年 - ブランダイス大学よりローゼンスティール賞
- 1983年 - コロンビア大学よりルイザ・グロス・ホロウィッツ賞
- 1985年 - ラルフ・W・ジェラルド賞
- 1986年 - アルバート・ラスカー基礎医学研究賞、ノーベル生理学・医学賞
- 1987年 - アメリカ国家科学賞
- 2001年 - イタリア大統領カルロ・アツェリオ・チャンピにより終身上院（共和国元老院）議員に指名された。